# Carino (prefeitiano)
Carino (em latim: Carinus) foi um oficial bizantino do começo ou meados do século V, ativo no Oriente. Um prefeitiano (membro do séquito do prefeito pretoriano) no Oriente, em data incerta foi destinatário de uma carta do monge Nilo do Sinai (II 297).